# Тесна кожа 3
Тесна кожа 3 је југословенски филм из 1988. године. Режирао га је Александар Ђорђевић, а сценарио су написали Синиша Павић и Љиљана Павић. Филм представља трећи наставак филмског серијала Тесна кожа, у овом наставку гостује Зорица Марковић која пева своје хитове Лијте кише и Састави нас, Боже.

## Радња
Димитрије „Мита” Пантић, је службеник у једном београдском предузећу. Он једног дана у трамвају губи своју ташну са пословним пројектима, а проналази идентичну са девизама. Тај догађај је унео многе обрте у његовој породици, али и на послу. Директор предузећа, Срећко Шојић, планира да помоћу тих девиза врати Ђолету дуг. Пантић, међутим, одлучује да паре врати правом власнику. Али, од њега не добија очекивану награду. Онда долази до обрта којим су сви изненађени.

## Улоге
| Глумац                 | Улога                             |
| ---------------------- | --------------------------------- |
| Никола Симић           | Димитрије „Мита” Пантић           |
| Милан Гутовић          | Срећко Шојић                      |
| Ружица Сокић           | Персида „Сида” Пантић             |
| Бата Живојиновић       | Сотир Миливојевић „Ђубре”         |
| Рахела Ферари          | Митина мајка                      |
| Воја Брајовић          | Џорџ „Ђоле”                       |
| Жика Миленковић        | мајстор Радивоје „Раћа” Срећковић |
| Мија Алексић           | путник у трамвају                 |
| Јелисавета Сека Саблић | Симка Миливојевић                 |
| Јелица Сретеновић      | подстанарка Сузана                |
| Гојко Балетић          | Бранко Пантић                     |
| Александар Тодоровић   | Александар „Саша” Пантић          |
| Жижа Стојановић        | благајница у банци                |
| Радица Маринковић      | Мирјана, Бранкова вереница        |
| Зорица Марковић        | певачица                          |
| Розалија Леваи         | секретарица                       |
| Рамиз Секић            | човек са ташном                   |
| Ненад Цигановић        | чувар                             |
| Душан Голумбовски      | иследник                          |
| Александар Хрњаковић   | возач трамваја                    |
| Мелита Бихали          | жена у вешерају                   |
| Тамара Павловић        | преводилац                        |
| Милица Милша           | дактилографкиња                   |
| Предраг Милинковић     | редар                             |
| Богдан Кузмановић      | тип 1                             |
| Никола Симјановић      | тип 2                             |
| Александар Дунић       | тип 3                             |
| Мирољуб Димитријевић   | други мајстор                     |
| Зоран Савељић          | таксиста                          |